# Олефировка (Днепропетровская область)
Олефировка (укр. Олефірівка) — село,
Дмитровский сельский совет,
Петропавловский район,
Днепропетровская область,
Украина.
Код КОАТУУ — 1223881505. Население по переписи 2001 года составляло 703 человека.

## Географическое положение
Село Олефировка находится на левом берегу реки Самара,
выше по течению на расстоянии в 1,5 км расположено село Бажаны,
ниже по течению на расстоянии в 3 км расположено село Богуслав (Павлоградский район),
на противоположном берегу — село Самарское (Павлоградский район).
Река в этом месте извилистая, образует лиманы, старицы и заболоченные озёра.
Рядом проходят автомобильная дорога М-04 (E 50) и
железная дорога, станция Богуславский в 5-и км.

## История
- В 1787 году село Олефировка было основано выходцем из села Дмитровка. Село заселялось очень медленно. В 1900 году в селе было 9 дворов.

## Объекты социальной сферы
- Школа I—II ст.
- Фельдшерско-акушерский пункт.
- Клуб.